# Canton du Sabarthès
Le canton du Sabarthès est une circonscription électorale française du département de l'Ariège, créée par le décret du 18 février 2014 et entrée en vigueur lors des élections départementales de 2015.

## Histoire
Un nouveau découpage territorial de l'Ariège entre en vigueur en mars 2015, défini par le décret du 18 février 2014, en application des lois du 17 mai 2013 (loi organique 2013-402 et loi 2013-403). Les conseillers départementaux sont, à compter de ces élections, élus au scrutin majoritaire binominal mixte. Les électeurs de chaque canton élisent au Conseil départemental, nouvelle appellation du Conseil général, deux membres de sexe différent, qui se présentent en binôme de candidats.
Les conseillers départementaux sont élus pour 6 ans au scrutin binominal majoritaire à deux tours, l'accès au second tour nécessitant 12,5 % des inscrits au 1er tour. En outre la totalité des conseillers départementaux est renouvelée. Ce nouveau mode de scrutin nécessite un redécoupage des cantons dont le nombre est divisé par deux avec arrondi à l'unité impaire supérieure si ce nombre n'est pas entier impair, assorti de conditions de seuils minimaux. En Ariège, le nombre de cantons passe ainsi de 22 à 13. Le canton du Sabarthès fait partie des 12 nouveaux cantons du département, le canton de Mirepoix gardant la même dénomination, mais avec des limites territoriales différentes.

## Représentation
| Période élective | Période élective | Mandat | Mandat   | Identité             | Nuance | Nuance | Qualité                                                                                      |
| ---------------- | ---------------- | ------ | -------- | -------------------- | ------ | ------ | -------------------------------------------------------------------------------------------- |
| 2015             | 2021             | 2015   | 2021     | Benoît Alvarez       |        | DVG    | Retraité Ancien conseiller général du Canton de Foix-Rural Maire de Montgailhard (2001-2020) |
| 2015             | 2021             | 2015   | 2021     | Nadège Sutra-Denjean |        | PRG    | Technicienne de la CPAM de l'Ariège Adjointe au Maire de Tarascon-sur-Ariège                 |
| 2021             | 2028             | 2021   | en cours | Joëlle Eychenne      |        | DVG    | Exploitante agricole à Saint-Paul-de-Jarrat                                                  |
| 2021             | 2028             | 2021   | en cours | Philippe Pujol       |        | DVG    | Retraité de La Poste, maire d'Arignac, Président de la Communauté de communes                |

### Résultats détaillés

#### Élections de mars 2015
À l'issue du 1er tour des élections départementales de 2015, deux binômes sont en ballottage : Benoît Alvarez et Nadège Sutra-Denjean (ESA, 45,41 %) et Jean-Bernard Fournié et Patricia Testa (PS, 39,73 %). Le taux de participation est de 61,23 % (5 735 votants sur 9 367 inscrits) contre 55,65 % au niveau départementalet 50,17 % au niveau national.
Au second tour, Benoît Alvarez (app.ESA) et Nadège Sutra-Denjean (ESA) sont élus avec 53,07 % des suffrages exprimés et un taux de participation de 64,34 % (2 910 voix pour 6 027 votants et 9 367 inscrits).

#### Élections de juin 2021
Le premier tour des élections départementales de 2021 est marqué par un très faible taux de participation (33,26 % au niveau national). Dans le canton du Sabarthès, ce taux de participation est de 48,93 % (4 674 votants sur 9 553 inscrits) contre 42,44 % au niveau départemental. À l'issue de ce premier tour, deux binômes sont en ballottage : Joëlle Eychenne et Philippe Pujol (DVG, 44,09 %) et Benoît Alvarez et Nadège Denjean Sutra (PS, 36,92 %).
Le second tour des élections est marqué une nouvelle fois par une abstention massive équivalente au premier tour. Les taux de participation sont de 34,3 % au niveau national, 43,46 % dans le département et 54,01 % dans le canton du Sabarthès. Joëlle Eychenne et Philippe Pujol (DVG) sont élus avec 57,82 % des suffrages exprimés (2 744 voix pour 5 144 votants et 9 524 inscrits),,.

## Composition
Le canton du Sabarthès comprenait 32 communes entières à sa création.
À la suite de la fusion, au 1er janvier 2019, de Goulier, de Sem, de Suc-et-Sentenac et de Vicdessos pour former la commune de Val-de-Sos, le nombre de communes descend à 29.
| Nom                                         | Code Insee | Intercommunalité         | Superficie (km2) | Population (dernière pop. légale) | Densité (hab./km2) | Modifier                                    |
| ------------------------------------------- | ---------- | ------------------------ | ---------------- | --------------------------------- | ------------------ | ------------------------------------------- |
| Tarascon-sur-Ariège (bureau centralisateur) | 09306      | CC du Pays de Tarascon   | 8,65             | 3 060 (2022)                      | 354                | modifier les données · modifier les données |
| Alliat                                      | 09006      | CC du Pays de Tarascon   | 3,46             | 56 (2022)                         | 16                 | modifier les données · modifier les données |
| Arignac                                     | 09015      | CC du Pays de Tarascon   | 8,84             | 722 (2022)                        | 82                 | modifier les données · modifier les données |
| Arnave                                      | 09016      | CC du Pays de Tarascon   | 8,38             | 214 (2022)                        | 26                 | modifier les données · modifier les données |
| Auzat                                       | 09030      | CC de la Haute-Ariège    | 162,74           | 562 (2022)                        | 3,5                | modifier les données · modifier les données |
| Bédeilhac-et-Aynat                          | 09045      | CC du Pays de Tarascon   | 6,38             | 195 (2022)                        | 31                 | modifier les données · modifier les données |
| Bompas                                      | 09058      | CC du Pays de Tarascon   | 2,75             | 200 (2022)                        | 73                 | modifier les données · modifier les données |
| Capoulet-et-Junac                           | 09077      | CC du Pays de Tarascon   | 2,78             | 191 (2022)                        | 69                 | modifier les données · modifier les données |
| Cazenave-Serres-et-Allens                   | 09092      | CC du Pays de Tarascon   | 16,15            | 61 (2022)                         | 3,8                | modifier les données · modifier les données |
| Celles                                      | 09093      | CA L'Agglo Foix-Varilhes | 10,27            | 143 (2022)                        | 14                 | modifier les données · modifier les données |
| Génat                                       | 09133      | CC du Pays de Tarascon   | 8,21             | 24 (2022)                         | 2,9                | modifier les données · modifier les données |
| Gestiès                                     | 09134      | CC de la Haute-Ariège    | 27,46            | 36 (2022)                         | 1,3                | modifier les données · modifier les données |
| Gourbit                                     | 09136      | CC du Pays de Tarascon   | 17,95            | 79 (2022)                         | 4,4                | modifier les données · modifier les données |
| Illier-et-Laramade                          | 09143      | CC de la Haute-Ariège    | 5,02             | 38 (2022)                         | 7,6                | modifier les données · modifier les données |
| Lapège                                      | 09152      | CC du Pays de Tarascon   | 8,29             | 18 (2022)                         | 2,2                | modifier les données · modifier les données |
| Lercoul                                     | 09162      | CC de la Haute-Ariège    | 19,01            | 14 (2022)                         | 0,74               | modifier les données · modifier les données |
| Mercus-Garrabet                             | 09188      | CC du Pays de Tarascon   | 14,79            | 1 226 (2022)                      | 83                 | modifier les données · modifier les données |
| Miglos                                      | 09192      | CC du Pays de Tarascon   | 18,76            | 132 (2022)                        | 7,0                | modifier les données · modifier les données |
| Montoulieu                                  | 09210      | CA L'Agglo Foix-Varilhes | 14,12            | 416 (2022)                        | 29                 | modifier les données · modifier les données |
| Niaux                                       | 09217      | CC du Pays de Tarascon   | 3,99             | 151 (2022)                        | 38                 | modifier les données · modifier les données |
| Orus                                        | 09222      | CC de la Haute-Ariège    | 9,12             | 24 (2022)                         | 2,6                | modifier les données · modifier les données |
| Prayols                                     | 09236      | CA L'Agglo Foix-Varilhes | 7,76             | 366 (2022)                        | 47                 | modifier les données · modifier les données |
| Quié                                        | 09240      | CC du Pays de Tarascon   | 2,51             | 298 (2022)                        | 119                | modifier les données · modifier les données |
| Rabat-les-Trois-Seigneurs                   | 09241      | CC du Pays de Tarascon   | 26,96            | 368 (2022)                        | 14                 | modifier les données · modifier les données |
| Saint-Paul-de-Jarrat                        | 09272      | CA L'Agglo Foix-Varilhes | 22,51            | 1 354 (2022)                      | 60                 | modifier les données · modifier les données |
| Saurat                                      | 09280      | CC du Pays de Tarascon   | 44,29            | 697 (2022)                        | 16                 | modifier les données · modifier les données |
| Siguer                                      | 09295      | CC de la Haute-Ariège    | 38,73            | 95 (2022)                         | 2,5                | modifier les données · modifier les données |
| Surba                                       | 09303      | CC du Pays de Tarascon   | 2,22             | 333 (2022)                        | 150                | modifier les données · modifier les données |
| Val-de-Sos                                  | 09334      | CC de la Haute-Ariège    | 53,14            | 571 (2022)                        | 11                 | modifier les données · modifier les données |
| Canton du Sabarthès                         | 0912       |                          | 575,24           | 11 644 (2022)                     | 20                 | modifier les données                        |

## Démographie
En 2022, le canton comptait 11 644 habitants, en évolution de +1,08 % par rapport à 2016 (Ariège : +1,48 %, France hors Mayotte : +2,11 %).
| 2013   | 2018   | 2022   |
| ------ | ------ | ------ |
| 11 724 | 11 346 | 11 644 |